# Gorni Radkovți, Gabrovo
Gorni Radkovți (în bulgară Горни Радковци) este un sat în comuna Treavna, regiunea Gabrovo,  Bulgaria. 

## Demografie
Componența etnică a satului Gorni Radkovți
     Nicio identificare (100%)
     Altele (0%)
La recensământul din 2011, populația satului Gorni Radkovți era de 1 locuitori. . Pentru 100% din locuitori nu este cunoscută apartenența etnică.